# Almendros
Almendros – gmina w Hiszpanii, w prowincji Cuenca, w Kastylii-La Mancha, o powierzchni 63,11 km². W 2011 roku gmina liczyła 295 mieszkańców.